# يلينا فرولوفا
يلينا فرولوفا (الروسية: Фролова, Елена Борисовна) (1 أكتوبر 1969، ريغا في لاتفيا)؛ كاتِبة، مؤلِّفة أغانٍ، مغنية، مغنية مؤلفة، ملحنة، ممثلة وشاعرة روسية.

## روابط خارجية
- يلينا فرولوفا على موقع ميوزك برينز (الإنجليزية)
- يلينا فرولوفا على موقع ميوزك برينز (الإنجليزية)